# Lemu
Lemu este o fostă comună din Finlanda.